# Ngụy Đại Huân
Ngụy Đại Huân (tiếng Trung: 魏大勋, tiếng Anh: David; sinh ngày 12 tháng 4 năm 1989) là nam diễn viên Trung Quốc. Anh tốt nghiệp khoa diễn xuất Học viện Hý kịch Trung ương khóa 2007. Ngụy Đại Huân đứng thứ 85 trong Danh sách 100 ngôi sao nổi tiếng Trung Quốc theo Forbes năm 2019 và thứ 56 năm 2020.

## Tóm lược sự nghiệp
Năm 2008, Ngụy Đại Huân tham gia diễn xuất trong bộ phim thần tượng thanh xuân "Nhật kí Sophie" của đạo diễn Lâm Tuấn Thần. Đây cũng là vai diễn đầu tiên trong sự nghiệp, đưa Ngụy Đại Huân đến con đường diễn xuất chuyên nghiệp.
Năm 2010, anh tham gia bộ phim cách mạng "Mao Ngạn Anh", vào vai Mao Ngạn Thanh - con trai của Mao Trạch Đông và Dương Khai Tuệ, bộ phim được phát sóng trên kênh truyền hình CCTV-1.
Năm 2011, Ngụy Đại Huân cùng Lâm Hi Việt, Mẫn Xuân Hiểu, Trương Sâm hợp tác diễn xuất trong bộ phim "Cây khô gặp mùa xuân", vào vai bác sĩ phòng và chữa trùng hút máu Lai Hoài Sa. Cùng năm, tham gia bộ phim gia đình "Ớt chuông và kim chi" của đạo diễn Hoa Thiến. Ngày 23 tháng 9, vào vai nhà cách mạng Ngô Ngọc Chương trong phim điện ảnh "Cách mạng Tân Hợi".
Năm 2012, anh tham gia phim truyền hình điệp chiến "Phục nỗ" do đạo diễn Trần Kiện thực hiện, vào vai Lý Nam, đây cũng là lần đầu tiên anh thử nghiệm với vai diễn phản diện trong phim truyền hình. Cùng năm, anh tham gia phim truyền hình "Mao ngưu tuế nguyệt" của đạo diễn Lưu Nghị Nhiên và "Đêm nay thiên sứ giáng trần" của đạo diễn Dương Dương.
Năm 2013, Đại Huân tham gia với vai diễn Phạm Hồng Linh trong phim truyền hình dân quốc "Thợ săn thành phố". Đồng thời, hợp tác cùng Nickkhun, Từ Lộ, Tưởng Kình Phu trong phim "Một và một nửa mùa hè", đóng vai sinh viên năm ba khoa quản lí kinh tế Mã Tuấn Tài.
Ngày 23 tháng 5 năm 2014, anh kí hợp đồng với công ty quản lý JYP. Từ năm 2014 - 2015, anh lần lượt tham gia các bộ phim "Ngã thị phấn thanh", "Nắm chặt tay em", "Dành dành nở hoa", "Hạnh phúc mãn đường", "Hôi nhạn". Tháng 11/2015, Ngụy Đại Huân giành được giải thưởng "Diễn viên triển vọng nhất" tại lễ trao giải Đông Phương thịnh điển.
Năm 2016, Đại Huân cùng với Lý Thấm tham gia chương trình truyền hình thực tế "Chúng ta yêu nhau đi", phát sóng trên Đài vệ tinh Giang Tô. Tháng 11/2016, tham gia diễn xuất trong phim truyền hình "Tình yêu vượt qua ngàn năm 2: Cuộc hoán đổi dưới ánh trăng", hợp tác cùng Văn Vịnh San, Quách Tuyết Phù và Trương Tử Mộc.
Năm 2017, hợp đồng của anh với công ty giải trí JYP hết hạn, Đại Huân tự thành lập studio riêng của mình.

## Hoạt động xã hội
Ngày 29 tháng 5 năm 2014, Wei đến huyện Hồng An, tỉnh Hồ Bắc để tham gia sự kiện từ thiện "Lớp học thưởng thức âm nhạc trong mơ" nhằm mục đích mang lại ước mơ cho trẻ em nghèo khó thông qua âm nhạc, đồng thời tăng cường giao lưu văn hóa giữa những người trẻ ở Trung Quốc và Hàn Quốc.
Ngày 7 tháng 1 năm 2017, anh tham dự "Sự kiện đạp xe từ thiện Trung Quốc xe đạp xanh" được tổ chức tại Trường Sa và làm đại sứ hình ảnh cho sự kiện này. Vào tháng 4 năm 2019, anh ấy đã tham gia vào "ME / CFS Urban Slow Life Fan Jingxiang và Good Friends Charity Concert".

## Danh sách phim

### Phim truyền hình
| Năm  | Tên phim                                                   | Tên tiếng Trung             | Vai diễn                      | Ghi chú                                                          |
| ---- | ---------------------------------------------------------- | --------------------------- | ----------------------------- | ---------------------------------------------------------------- |
| 2008 | Nhật kí Tô Phi                                             | 苏菲日记                    | Tiêu Nam                      | [ 3 ]                                                            |
| 2010 | Mao Ngạn Anh                                               | 毛岸英                      | Mao Ngạn Thanh                | [ 4 ]                                                            |
| 2011 | Cây khô gặp mùa xuân                                       | 纸船明烛照天烧              | Lai Hoài Sa                   |                                                                  |
| 2011 | Sinh viên trường cảnh sát                                  | 警校生                      | Đoàn Lê                       | [ 5 ]                                                            |
| 2012 | Ớt chuông và kim chi                                       | 辣椒与泡菜                  | Quy Phong                     | [ 6 ]                                                            |
| 2012 | Mao ngưu tuế nguyệt                                        | 牦牛岁月                    | Dương Đại Huân                |                                                                  |
| 2013 | Đêm nay thiên sứ giáng trần                                | 今夜天使降临                | Tề Tấn Bắc                    |                                                                  |
| 2014 | Thợ săn thành phố                                          | 城市猎人                    | Phạm Hồng Linh                | [ 7 ]                                                            |
| 2014 | Một Nửa Mùa Hè                                             | 一又二分之一的夏天          | Mã Tuấn Tài                   | [ 8 ]                                                            |
| 2014 | Nữ Vương Phái Đối                                          | 女王派对                    | Tống Khang Hạo                |                                                                  |
| 2015 | Phục Nỗ                                                    | 伏弩                        | Lý Nam                        | [ 9 ]                                                            |
| 2015 | Văn Phòng Nổ Tung                                          | 办公室大爆炸                | Si Vị                         |                                                                  |
| 2016 | Bách Biến Ngũ Hiệp - Tôi Là Đại Minh Tinh                  | 百变五侠之我是大明星        | Võ sĩ Nhật Bản                | Khách mời                                                        |
| 2016 | Hạnh Phúc Mãn Đường                                        | 因为爱情有幸福              | Âu Dương Thiên Vũ             | [ 10 ]                                                           |
| 2016 | Chuyên nghiệp lao về phía trước                            | 亲向前冲                    | Trương Thập Cẩm               |                                                                  |
| 2016 | Tình Yêu Vượt Qua Ngàn Năm 2: Cuộc Hoán Đổi Dưới Ánh Trăng | 相爱穿梭千年2：月光下的交换 | Trương Chí Cương/ Tôn Kì Long | [ 11 ]                                                           |
| 2017 | Thầy Giáo Thịt Tươi                                        | 鲜肉老师                    | Bưu Tử                        | Khách mời                                                        |
| 2017 | Cao Năng Y Thiếu                                           | 高能医少                    | Hoa Nhất Long                 | [ 13 ]                                                           |
| 2018 | Thanh Xuân Cảnh Sự                                         | 青春警事                    | Đường Nhất Tu                 | [ 14 ]                                                           |
| 2018 | Sổ Tay Phụ Nữ Bắc Kinh                                     | 北京女子图鉴                | Dương Đại Hách                | [ 15 ]                                                           |
| 2019 | Ngôi sao sáng nhất bầu trời đêm                            | 夜空中最闪亮的星            | Ca sĩ lang thang              | Khách mời                                                        |
| 2020 | Khôi Nhạn - Đặc Công Đừng Đùa                              | 特工别闹                    | Trương Tử Mặc                 | Phim ngắn 16 tập dạng sitcom Bản phụ tuyên truyền phim Khôi Nhạn |
| 2020 | Vinh Quang Bình Phàm                                       | 平凡的荣耀                  | Hách Soái                     | [ 18 ]                                                           |
| 2021 | Cuộc Sống Lý Tưởng Về Tình Yêu (Muôn Vàn Cách Yêu)         | 爱的理想生活                | Đoàn Tự                       | [ 19 ]                                                           |
| 2022 | Người Chơi Vượt Thời Không                                 | 超时空大玩家會              | Trương Diệp                   | Vai chính, đóng cặp cùng Tân Chỉ Lôi                             |
| 2022 | Tất Cả Mọi Thứ Về Bác Sĩ Đường                             | 关于唐医生的一切            | Diệp Dịch Minh                | Vai chính, đóng cặp cùng Tần Lam                                 |
| 2023 | Khôi Nhạn                                                  | 灰雁                        | Trương Tử Mặc                 | Quay năm 2016                                                    |
| 2023 | Khói Lửa Nhân Gian Của Tôi                                 | 我的人间烟火                | Mạnh Yến Thần                 | Khách mời đặc biệt                                               |
| 2023 | Tống Ôn Thần                                               | 送瘟神                      | Lai Hoài Sa (bác sĩ Tiểu Lai) | Quay năm 2011                                                    |
| 2023 | Đặc Công Tuyệt Mật                                         | 特工任务                    | Hoàng Tử Thành                | Quay năm 2022                                                    |
| TBA  | Nam Yên Trai Bút Lục                                       | 南烟斋笔录                  | Triệu Tín Chấp                | Quay năm 2018                                                    |
| TBA  | Nhân Sinh Như Lần Đầu Gặp Gỡ                               | 人生若如初见                | Dương Khải Chi                | Quay năm 2020                                                    |
| TBA  | Lòng Dũng Cảm Vô Ích                                       | 不讨好的勇气                | Sử Dã                         | Quay từ 07/2023 đến 12/2023                                      |

### Phim điện ảnh
| Năm            | Tên phim                   | Tên tiếng Trung | Vai diễn           | Ghi chú    |
| -------------- | -------------------------- | --------------- | ------------------ | ---------- |
| 2011           | Cách mạng Tân Hợi - 1911   | 辛亥革命        | Ngô Ngọc Chương    | 23/09/2011 |
| 2012           | Phi thường chi luyến       | 非常之恋        | Ngũ Nhất           | 19/03/2012 |
| 2015           | Nắm Tay Anh                | 握紧你的手      | Lý Cương           | 19/06/2015 |
| 2015           | Dành dành hoa nở           | 栀子花开        | Trương Tại Xương   | 10/07/2015 |
| 2015           | Ngã thị phấn thanh         | 我是奋青        | Hà Tây             |            |
| 2016           | Giảm pháp nhân sinh        | 減法人生        | Quan Hiểu Khang    | 11/11/2016 |
| 2017           | Gia tộc phiền phức         | 麻烦家族        | Văn Thông          | 11/05/2017 |
| 2017           | Bởi vì yêu                 | 因为爱情        | Ly Hợp             | 27/10/2017 |
| 2019           | Nguyện vọng bé nhỏ         | 小小的愿望      | Trương Chính Dương | 12/09/2019 |
| 2019           | Hẹn Ước Mùa Đông           | 大约在冬季      | Vu Phong           | 15/11/2019 |
| 2019           | Thân Ái, Chúc Mừng Năm Mới | 亲爱的新年好    | Trọng Yêu          | 31/12/2019 |
| 2020           | Câu chuyện trước hôn nhân  | 婚前故事        | Trần Vi            | 13/11/2020 |
| 2021           | Cứu Hộ Khẩn Cấp            | 紧急救援        | Hoắc Đạt           | 12/02/2021 |
| 2021           | Đến Đều Đến Rồi            | 来都来了        | Lưu Phấn Đấu       | 03/04/2021 |
| 2021           | 1921                       | 1921            | Tưởng Giới Thạch   | 01/07/2021 |
| 2023           | Quân Tình Nguyện           | 志愿军          | Mao Ngạn Anh       | 29/10/2023 |
| Chưa phát sóng |                            |                 |                    |            |

### Show truyền hình / chiếu mạng
| Năm  | Tên chương trình                                            | Ngày phát sóng                                                               | Bên phát sóng  | Ghi chú                                                            |
| ---- | ----------------------------------------------------------- | ---------------------------------------------------------------------------- | -------------- | ------------------------------------------------------------------ |
| 2014 | Khoái Lạc Đại Bản Doanh                                     | 14/06/2014                                                                   | Hồ Nam TV      | Nichkhun, Tôn Kiên,...                                             |
| 2015 | Khoái Lạc Đại Bản Doanh                                     | 04/07/2015                                                                   | Hồ Nam TV      | Cùng đoàn phim "Dành dành nở hoa"                                  |
| 2015 | Khoái Lạc Đại Bản Doanh                                     | 11/07/2015                                                                   | Hồ Nam TV      | Happy Camp 18 tuổi, Dành dành nở hoa                               |
| 2015 | Thiên thiên hướng thướng                                    | 17/07/2015                                                                   | Hồ Nam TV      | Dành dành nở hoa                                                   |
| 2015 | Khoái Lạc Đại Bản Doanh                                     | 22/08/2015                                                                   | Hồ Nam TV      | Trương Huệ Mẫn, Cổ Cự Cơ, Vũ Nghệ, Ngụy Thần                       |
| 2015 | Xin nhờ tủ lạnh (Go fridge)                                 | 30/12/2015                                                                   | Tencent Video  | MC, khách mời Trần Nghiên Hy                                       |
| 2016 | Xin nhờ tủ lạnh (Go fridge)                                 | 06/01/2016                                                                   | Tencent Video  | MC, khách mời Vương Gia Nhĩ                                        |
| 2016 | Khoái Lạc Đại Bản Doanh                                     | 30/01/2016                                                                   | Hồ Nam TV      | Ngụy Thần, Mã Lệ, Thẩm Đằng, Vũ Nghệ                               |
| 2016 | Chúng ta yêu nhau đi                                        | 20/04 - 05/06/2016                                                           | Giang Tô TV    | Lý Thấm                                                            |
| 2016 | Khoái Lạc Đại Bản Doanh                                     | 02/04/2016                                                                   | Hồ Nam TV      | Park Hae Jin, Trần Vỹ Đình....                                     |
| 2016 | Khoái Lạc Đại Bản Doanh                                     | 30/04/2016                                                                   | Hồ Nam TV      | Lý Thần, Đường Yên, Hác Lôi                                        |
| 2016 | Minh tinh đại trinh thám                                    | 08/05/2016                                                                   | Mango TV       | Tập 5 mùa 1: "Hoa tulip điên cuồng"                                |
| 2016 | Toàn viên gia tốc (Run for time)                            | 13/05/2016                                                                   | Hồ Nam TV      | Tập 2 mùa 2                                                        |
| 2016 | Sinh Viên đến rồi                                           | 02/06/2016                                                                   | Iqiyi          | Trương Đại Đại, Tiết Chi Khiêm MC                                  |
| 2016 | Toàn viên gia tốc (Run for time)                            | 17/06/2016                                                                   | Hồ Nam TV      | Tập 4 mùa 2                                                        |
| 2016 | Ngẫu trích ca thần                                          | 15/09/2016                                                                   | Hồ Nam TV      |                                                                    |
| 2016 | Khoái Lạc Đại Bản Doanh                                     | 19/11/2016                                                                   | Hồ Nam TV      | Vương Âu, Vương Gia Nhĩ, Dương Địch                                |
| 2016 | Thiên thiên hướng thượng                                    | 23/12/2016                                                                   | Hồ Nam TV      | Diêm Ny, An Dĩ Hiên                                                |
| 2016 | Điều kinh hỉ số 1                                           | 25/12/2016                                                                   | Hồ Nam TV      | MC, cùng Hà Cảnh, Vương Gia Nhĩ                                    |
| 2017 | Điều kinh hỉ số 1                                           | 01/01 - 19/02/2017                                                           | Hồ Nam TV      | MC, cùng Hà Cảnh, Vương Gia Nhĩ                                    |
| 2017 | Minh tinh đại trinh thám                                    | 20/01/2017                                                                   | Mango TV       | Tập 1 mùa 2                                                        |
| 2017 | Minh tinh đại trinh thám                                    | 17/02/2017                                                                   | Mango TV       | Tập 4 mùa 2                                                        |
| 2017 | Khoái Lạc Đại Bản Doanh                                     | 18/02/2017                                                                   | Hồ Nam TV      | Cùng nàng khiêu vũ - X9, Địch Lệ Nhiệt Ba, Hề Mộng Dao,...         |
| 2017 | Chúng ta 17 tuổi                                            | 04/03/2017                                                                   | Chiết Giang TV |                                                                    |
| 2017 | Khoái Lạc Đại Bản Doanh                                     | 04/03/2017                                                                   | Hồ Nam TV      | Cùng đoàn phim "Gia tộc phiền phức" và "Hướng về cuộc sống"        |
| 2017 | Minh tinh đại trinh thám                                    | 10/03/ + 17/03/2017                                                          | Mango TV       | Tập 7 + 8 mùa 2                                                    |
| 2017 | Hướng về cuộc sống                                          | 19/03/ + 26/03/2017                                                          | Hồ Nam TV      | Tập 10 + 11 mùa 1                                                  |
| 2017 | Vương Bài đối Vương Bài                                     | 31/03/2017                                                                   | Chiết Giang TV | Cùng đoàn phim "Gia tộc phiền phức"                                |
| 2017 | Minh tinh đại trinh thám                                    | 07/04/2017                                                                   | Mango TV       | Tập 11 mùa 2                                                       |
| 2017 | Thiên thiên hướng thướng                                    | 07/04/2017                                                                   | Hồ Nam TV      | Đàm Tùng Vận, Vương Âu                                             |
| 2017 | Thiên thiên hướng thướng                                    | 15/12/2017                                                                   | Hồ Nam TV      | Dương Địch                                                         |
| 2017 | Phạn phạn nam hữu                                           | 13/04/2017                                                                   | Iqiyi          |                                                                    |
| 2017 | Minh tinh đại trinh thám                                    | 14/04/2017                                                                   | Mango TV       | Tập 12 mùa 2                                                       |
| 2017 | Running Brothers Mùa 5                                      | 14/04/2017                                                                   | Chiết Giang TV | Tập 1                                                              |
| 2017 | Khoái Lạc Đại Bản Doanh                                     | 15/04/2017                                                                   | Hồ Nam TV      | Quỷ Ngụy CP                                                        |
| 2017 | Đoàn thiếu niên cao năng                                    | 15/04/2017                                                                   | Chiết Giang TV | Tập 3 mùa 1                                                        |
| 2017 | Đến đây nào quán quân 2                                     | 07/05, 21/05                                                                 | Chiết Giang TV |                                                                    |
| 2017 | Khóa giới ca vương                                          | 13/05/2017                                                                   | Bắc Kinh TV    |                                                                    |
| 2017 | Khoái Lạc Đại Bản Doanh                                     | 01/07/2017                                                                   | Hồ Nam TV      | Hong Kong trở về - Trương Trí Lâm, Lưu Khải Uy, Dung Tổ Nhi,...    |
| 2017 | Khoái Lạc Đại Bản Doanh                                     | 22/07/2017                                                                   | Hồ Nam TV      | Kỷ niệm 1000 tập phát sóng - Thẩm Đằng, Hàn Canh, Tôn Kiên,...     |
| 2017 | Khoái Lạc Đại Bản Doanh                                     | 30/09/2017                                                                   | Hồ Nam TV      | "Thợ săn bầu trời" - Phạm Băng Băng, Lý Thần,...                   |
| 2017 | Khoái Lạc Đại Bản Doanh                                     | 18/11/2017                                                                   | Hồ Nam TV      | Đợt tuyển dụng của công ty Hoa đỗ quyên - Hồ Ca,...                |
| 2017 | Minh Tinh Đại Trinh Thám                                    | 17/11/2017 24/11/2017 08/12/2017 22/12/2017 29/12/2017                       | Mango TV       | Mùa 3 tập 3, 4, 6, 8, 9                                            |
| 2018 | 24 Giờ Mùa 3                                                | 02/02 - 14/04/2018                                                           | Chiết Giang TV | Thường trú - 12 tập                                                |
| 2018 | Running Brothers                                            | 29/06/2018                                                                   | Chiết Giang TV | Khách mời - Mùa 6 tập 12                                           |
| 2018 | Tôi Là Đại Trinh Thám                                       | 05/05/2018 12/05/2018                                                        | Hồ Nam TV      | Tập 7, 8                                                           |
| 2018 | Khoái Lạc Đại Bản Doanh                                     | 01/09/2018                                                                   | Hồ Nam TV      | Khách mời                                                          |
| 2018 | Thế Giới Dũng Cảm                                           | 07/09/2018 14/09/2018 19/10/2018 26/10/2018                                  | Mango TV       | Khách mời - Tập 6, 7 và 11, 12                                     |
| 2018 | Chuyến Du Lịch Lãng Mạng Của Người Vợ Mùa 1                 | 15/08 - 15/11/2018                                                           | Mango TV       | Trợ lý - Tập 4, 5, 6, 7, 8, 9, 10 và 12                            |
| 2018 | Minh Tinh Đại Trinh Thám                                    | 09/11/2018 23/11/2018 14/12/2018                                             | Mango TV       | Mùa 4: tập 2, 4, 7                                                 |
| 2018 | Vương Giả Xuất Kích (王者出击)                              | 22/12/2017 05/01/2018 12/01/2018                                             | Tencent Video  | Thành viên đội Lâm - Tập 2, 4, 5                                   |
| 2018 | Xin Nhờ Tủ Lạnh (Go fridge)                                 | 06/06/2018 13/06/2018                                                        | Tencent Video  | Khách mời, mùa 4 tập 7, 8                                          |
| 2018 | Sáng Tạo 101                                                | 09/06/2018                                                                   | Tencent Video  | Học trưởng - tập 8                                                 |
| 2018 | Supernova Games 2018 (超新星全运会)                         | 01/11/2018 10 - 11/11/2018                                                   | Tencent Video  | Bắn cung                                                           |
| 2018 | Talk show: Phi Thường Tĩnh Cự Ly                            | 21/06/2018                                                                   | Thâm Quyến TV  |                                                                    |
| 2019 | Khoái Lạc Đại Bản Doanh                                     | 16/02/2019 23/02/2019 11/05/2019 25/05/2019 03/08/2019 10/08/2019 23/11/2019 | Hồ Nam TV      | Khách Mời                                                          |
| 2019 | Hướng Về Cuộc Sống                                          | 28/06/2019 05/07/2019                                                        | Hồ Nam TV      | Khách mời - Mùa 3: tập 10, 11                                      |
| 2019 | Thiên Thiên Hướng Thướng                                    | 15/12/2019                                                                   | Hồ Nam TV      | Khách mời                                                          |
| 2019 | Chuyến Du Lịch Lãng Mạng Của Người Vợ Mùa 2                 | 02/05/2019 09/05/2019                                                        | Mango TV       | Trợ lý - Tập 10, 11                                                |
| 2019 | Trốn Thoát Khỏi Mật Thất Mùa 1                              | 30/03 - 22/06/2019                                                           | Mango TV       | Thường trú - 14 tập                                                |
| 2019 | Ha Ha Nông Dân                                              | 08/05/2019 15/05/2019 22/05/2019                                             | Mango TV       | Khách mời - Tập 10, 11, 12                                         |
| 2019 | Minh Tinh Đại Trinh Thám                                    | 06/12/2019 13/12/2019                                                        | Mango TV       | Mùa 5: tập 4, 5                                                    |
| 2019 | Chuyến Du Lịch Lãng Mạng Của Người Vợ Mùa 3                 | 27/11 - 12/02/2020                                                           | Mango TV       | Trợ lý - 2019: Tập 4, 5, 6, 7, 8 / 2020: Tập 9, 10, 11, 12, 13, 14 |
| 2019 | Thanh Xuân Hoàn Du Ký Mùa 1                                 | 27/04 - 06/07/2019                                                           | Chiết Giang TV | Thường trú - tập giới thiệu, 1, 2, 3, 4, 5, 6, 7, 8, 10            |
| 2019 | Chúng Ta Trưởng Thành Rồi                                   | 18/06 - 20/08/2019                                                           | Tencent Video  | 10 tập                                                             |
| 2019 | Đàn Ông Làm Việc Nhà Mùa 1                                  | 02/08 - 18/10/2019                                                           | Iqiyi          | Thường trú (cùng cha mẹ)                                           |
| 2019 | Đối Tác Trào Lưu Mùa 1                                      | 27/12/2019 03/01/2020                                                        | Iqiyi          | Khách mời - tập 4, 5                                               |
| 2020 | Xin Nhờ Tủ Lạnh (Go fridge)                                 | 28/04 - 09/06/2020                                                           | Tencent Video  | MC, Mùa 6: 6 tập đầu                                               |
| 2020 | Khoái Lạc Đại Bản Doanh                                     | 04/07/2020                                                                   | Hồ Nam TV      | Khách mời                                                          |
| 2020 | Tỷ Tỷ Đạp Gió Rẽ Sóng                                       | 07/10/2020                                                                   | Hồ Nam TV      | Mùa 1: MC hỗ trợ - tập 5                                           |
| 2020 | Cực Hạn Khiêu Chiến - Bảo Tàng Hành Mùa 1 (极限挑战·宝藏行) | 02/08/2020 09/08/2020 16/08/2020                                             | Đông Phương TV | Khách mời - Địa điểm Tân Cương; tập 1, 2, 3                        |
| 2020 | Cực Hạn Khiêu Chiến - Bảo Tàng Hành Mùa 1 (极限挑战·宝藏行) | 20/09/2020 27/09/2020 04/10/2020                                             | Đông Phương TV | Khách mời - Địa điểm Tây Tạng; tập 8, 9, 10                        |
| 2020 | Đàn Ông Làm Việc Nhà Mùa 2                                  | 11/09/2020 18/09/2020 25/09/2020                                             | Iqiyi          | Khách mời - tập 7, 8, 9                                            |
| 2020 | Bàn Ăn Không Xác Định (未知的餐桌)                          | 02/07/2020                                                                   | Iqiyi          | Khách mời - tập 3                                                  |
| 2021 | Dưới Cùng Một Mái Nhà (同一屋檐下定档)                      | 06/01 - 07/04/2021                                                           | Youku          | Thường trú - 15 tập                                                |
| 2021 | Bách Biến Đại Ca Tú                                         | 29/01/2021                                                                   | Hồ Nam TV      |                                                                    |
| 2021 | Khoái Lạc Đại Bản Doanh                                     | 02/01/2021 05/06/2021 02/10/2021                                             | Hồ Nam TV      | Khách mời                                                          |
| 2021 | Minh Tinh Đại Trinh Thám                                    | 14/01/2021 27/01/2021 17/02/2021 03/03/2021                                  | Mango TV       | Mùa 6: tập 4, 6, 9, 11                                             |
| 2021 | Đối Tác Trào Lưu Mùa 2                                      | 15/01/2021 22/01/2021                                                        | Iqiyi          | Khách mời - Tập 7, 8                                               |
| 2021 | Phim truyền hình cuộc sống mới (戏剧新生活)                 | 06/02/2021                                                                   | Iqiyi          |                                                                    |
| 2021 | Kịch Bản Cá Mập Kỳ Lạ (奇异剧本鲨)                          | 10/07 - 15/09/2021                                                           | Iqiyi          | Thường trú - 20 tập                                                |
| 2021 | HAHAHAHAHA mùa 2                                            | 13/11/2021                                                                   | Iqiyi          | Preview 1                                                          |
| 2021 | Xin Nhờ Tủ Lạnh (Go fridge)                                 | 17/08/2021                                                                   | Tencent Video  | Khách mời, mùa 7: tập 9                                            |
| 2021 | Thanh Âm Trời Ban (天赐的声音)                              | 22/01/2021                                                                   | Chiết Giang TV |                                                                    |
| 2021 | Have Fun (嗨放派)                                           | 18/09 - 23/10/2021                                                           | Chiết Giang TV | Bán thường trú - tập 5, 6, 7, 8, 9, 10                             |
| 2021 | Keep Running Hoàng Hà mùa 2                                 | 26/11/2021                                                                   | Chiết Giang TV | Khách mời - tập 5                                                  |

## Giải thưởng và đề cử
| Năm  | Giải thưởng                              | Hạng mục                      | Phim được đề cử         | Kết quả   |
| ---- | ---------------------------------------- | ----------------------------- | ----------------------- | --------- |
| 2015 | Asian Influence Awards Oriental Ceremony | Most Promising Newcomer       |                         | Đoạt giải |
| 2017 | Netease Crossover Fashion Awards         | Most Promising Actor          | Đoạt giải               |           |
| 2017 | 14th Esquire Man At His Best Awards      | New Force Idol Award          | Đoạt giải               |           |
| 2019 | 6th The Actors of China Award Ceremony   | Best Actor (Emerald Category) | Caught in the Heartbeat | Đề cử     |
| 2019 | Cosmo Glam Night                         | Person of The Year (Love)     |                         | Đoạt giải |